# Leksands kyrka
Leksands kyrka är en kyrkobyggnad i Leksand. Den är församlingskyrka i Leksands församling i Västerås stift. Kyrkan är en av Sveriges största landsortskyrkor, med plats för 2300 personer. Kyrkan är även den äldsta av kyrkorna runt sjön Siljan. Kyrkan är placerad högt längst ut på norra udden där Österdalälven har sitt utlopp ur Siljan. Klockorna hänger i klockstapeln utanför kyrkan.
På bland annat kvinnornas majder (förkläden) kunde man i kombination med kjolen se vilken söndag eller helgdag under kyrkoåret det var. I äldre tider färdades många byvis i kyrkbåtar till kyrkan. De lade till strax nedanför kyrkan – efter sandslänterna – i det så kallade Barkdal.
Vilhelm Moberg kallar Leksands kyrkovall för "en av Sveriges vackraste kyrkogårdar.
På kyrkogården är bland andra Hugo Alfvén, Lille Bror Söderlund, Rune Lindström, Bengt Rundgren och Åke Lassas begravda.
Via Sacra är namnet på den korsväg utformad av stenblock av olika bergarter från Dalarna, som utgår från kyrkogården. Den skapades av församlingens kyrkoherde, prosten Fredrik Lautmann.

## Kyrkobyggnaden
Arkeologiska utgrävningar visar att platsen för Leksands kyrka varit gravplats med kristna begravningar redan på 1000-talet. Gerda Boëthius, som 1931 och 1943 utförde grävningar, påträffade rester efter en äldre kvadratisk stengrundmur, vilka tolkades som en stavkyrka, förmodligen från 1100-talet. Spåren är dock svårtolkade. Denna byggnad har ersatts av en annan rektangulär kyrkobyggnad, som på stilistiska grunder dateras till omkring 1200.
De äldsta delarna av den nuvarande kyrkan daterades av Gerda Boëthius till sent 1200-tal, men anses numera något yngre, från början av 1300-talet eller omkring 1300. Omkring 1425–1450 försågs kyrkan med ett högt torn, Dalarnas första. I slutet av 1400-talet eller omkring 1500 valvslogs kyrkan med tegelvalv, och försågs samtidigt med målningar i den så kallade "Tierpskolans" stil. 1573 rasade det medeltida västtornet i samband med en våldsam storm, och fick återuppbyggas. Ett nytt vapenhus uppfördes omkring 1600. Efter ett åsknedslag med påföljande brand 1627 förstördes åter tornet och delar av kyrkans yttertak. Man bestämde sig i samband med detta att flytta kyrkklockorna till en särskild klockstapel utanför kyrkogårdsmuren. Den stod färdig 1630.

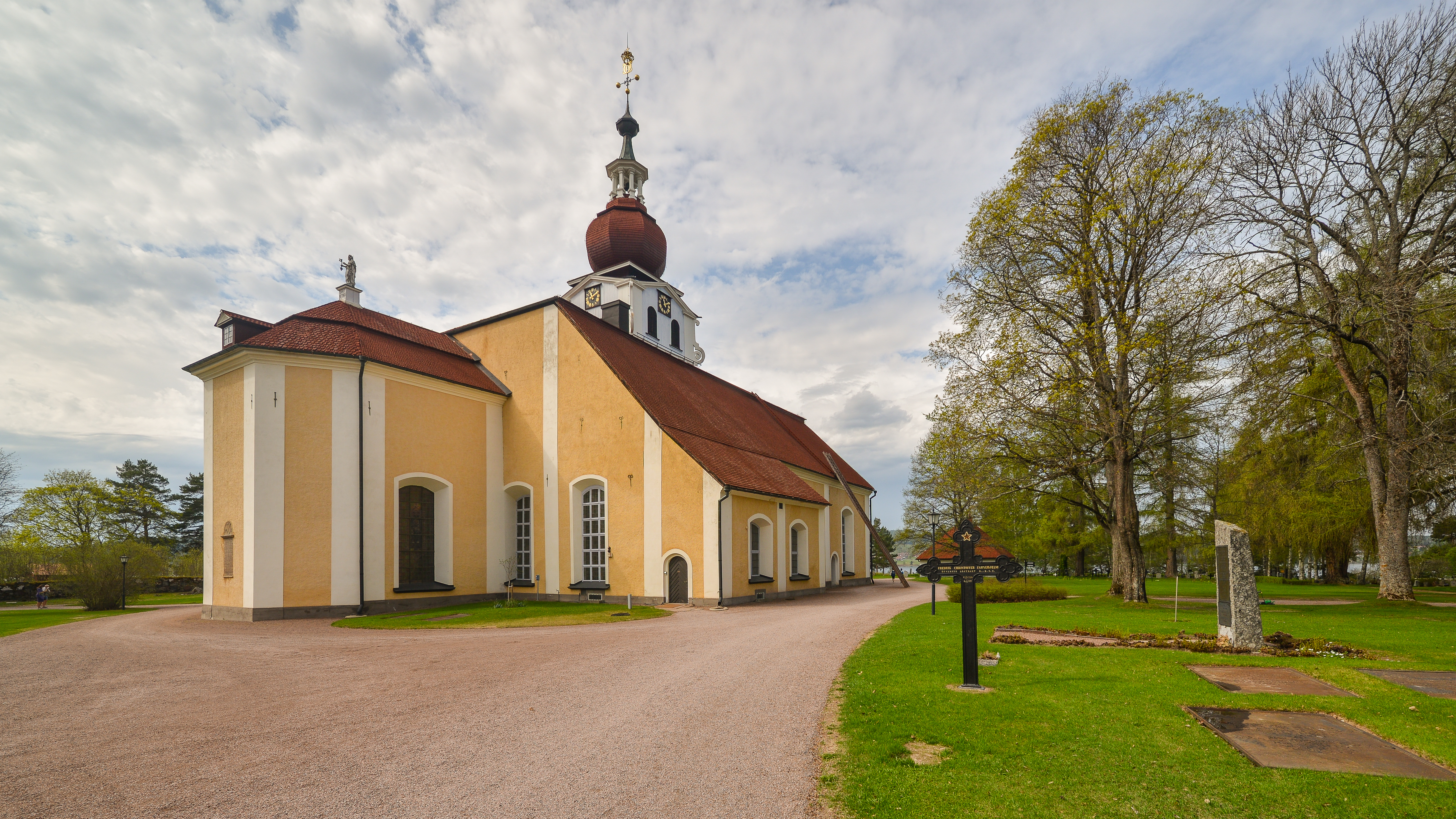
Kyrkan i maj 2018.

En ny tornspira byggdes 1641 och tornet var då med en höjd av omkring 83 meter Dalarnas högsta. 1669–1672 utökades kyrkobyggnaden åt öster genom att ett nytt sidoskepp uppfördes. 1694 byggdes den så kallade soldatläktaren över dåvarande korets södra del. 1709 slog blixten åter ned i kyrktornet, och den efterföljande elden skadade inte bara tornet och kyrkans yttertak utan även delar av inventarierna. Efter denna brand fick kyrkan sin karaktäristiska lökkupol byggd 1709–1715 mitt på taket som på en centralkyrka efter att tidigare ha haft västtorn. Enligt traditionen skall kupolen ha uppförts efter rysk förebild av återvändande krigsfångar. I själva verket är kupolen uppförd i typisk barockstil efter modell hos andra kyrkor av bland andra Jean de la Vallée och Nicodemus Tessin den äldre. Samtidigt försågs kyrkan med ytterligare ett sidoskepp åt väster så att formen blev mer kvadratisk. Prosten Lars Siljeström hade tidigare tjänstgjort som hovpredikant hos Karl XI i Kungsör, och tanken att ge kyrkan en centralkyrkas form kan ha hämtats från Kung Karls kyrka där, även om tornformen skiljer kyrkorna åt. 1755 utvidgades sakristian åt norr.
Kyrkan har invändigt kvar de stora läktare, på dalmål skullar, som var vanliga i kyrkor i folkrika församlingar förr. Här satt kyrkfolket uppdelat på gubbskullen, käringskullen, soldatskullen och gapskullen (gapskullar eller sångläktare har också funnits i bland annat Mora och Vika kyrkor). Eftersom menigheten bar folkdräkt (sockendräkt) var uppdelningen tydlig också för synen.
Kyrkan renoverades och byggdes ut 2007–2008. Bland annat kyrkan tillkom tillbyggnad på 90 kvm som innehåller bland annat samlingsrum, samtalsrum och toaletter i kyrkans sydvästra hörn. Vidare togs en del bänkarna bort för att möjliggöra ett mer flexibelt kyrkorum. 

## Inventarier[4]

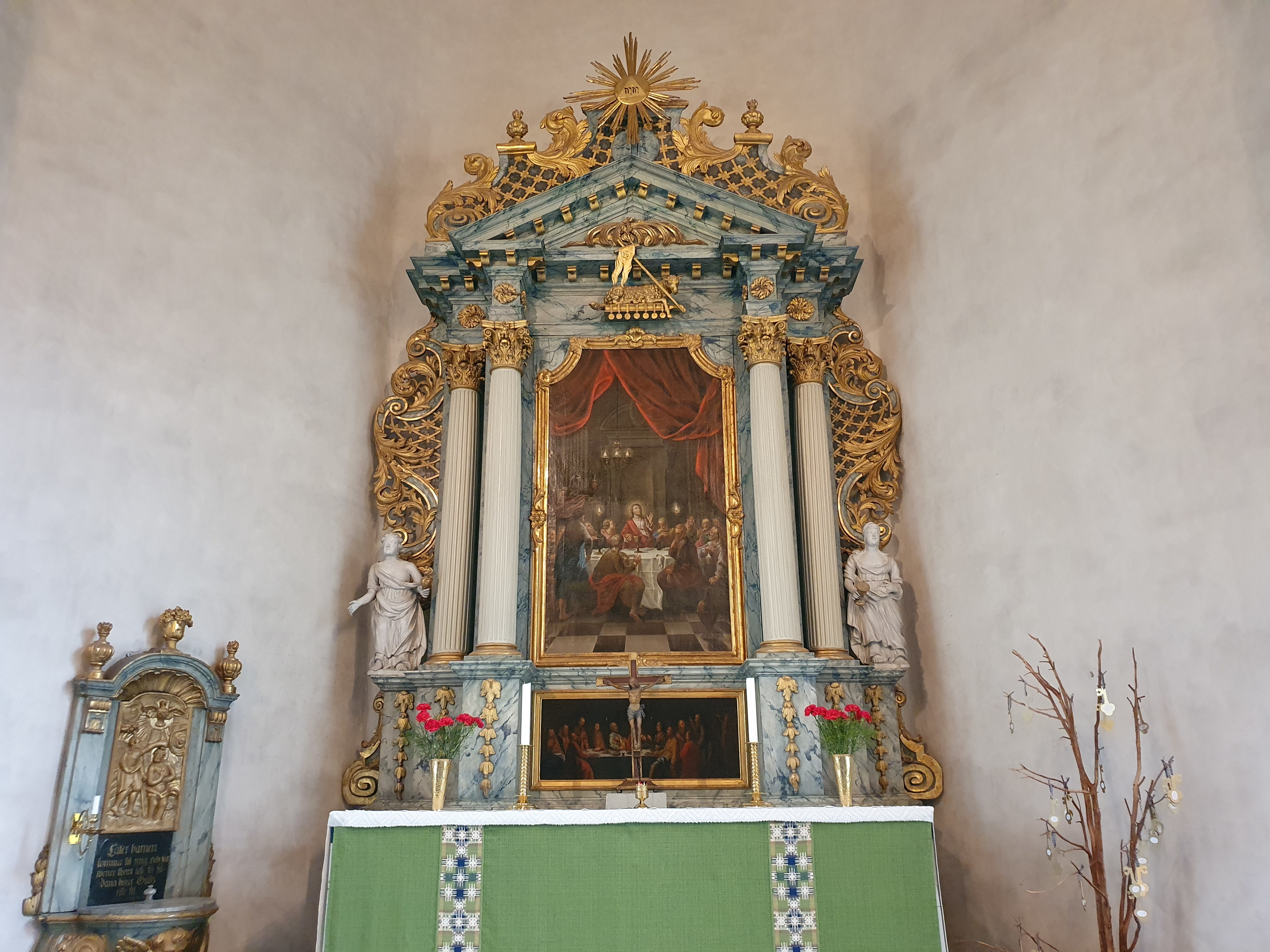
Altaret i juli 2020.

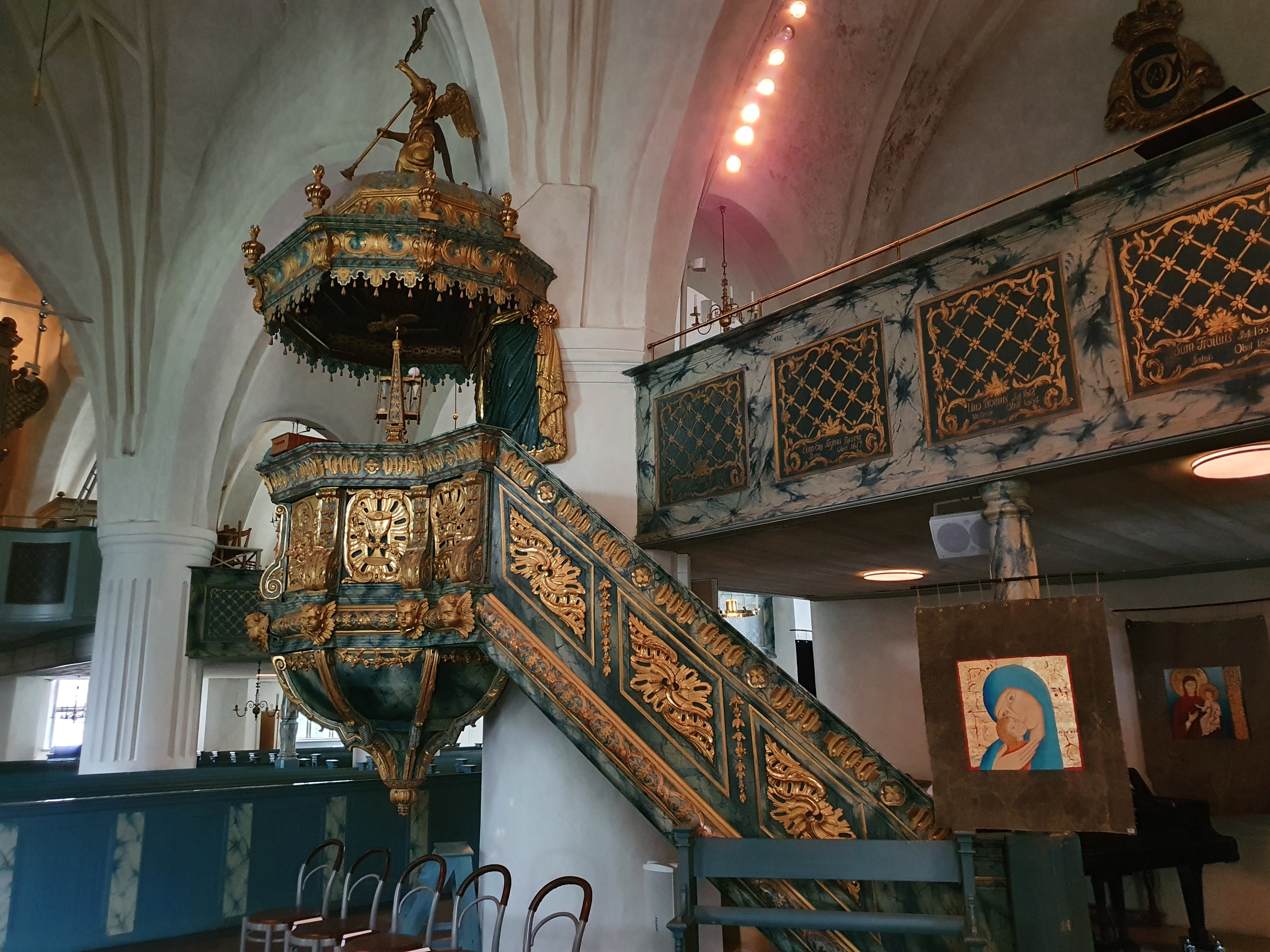
Predikstolen i juli 2020.

Kyrkan saknar bevarade inventarier från 1100- och 1200-talet.
- Ett triumfkrucifix, som Gerda Boëthius daterar till 1300-talet, medan Erik Forssman menar att det härrör från tiden omkring 1400. Åke Nisbeth daterar det till 1300-talets mitt eller något senare. Såväl Forssman som Nisbeth anser att det är ett inhemskt arbete, troligen tillverkat i Mälardalen.
- Ett altarskåp från Leksands kyrka överlämnades 1675 till Älvdalens kyrka, varifrån det på 1700-talet kom till Evertsbergs kapell. Altarskåpet är ett lübskt arbete från tiden omkring 1400.
- I kyrkan finns även ett fragment av en korstol med Västerås stifts vapen, från omkring 1500.
- En korkåpa från 1400-talet i italiensk sammet, med broderier troligen utförda i Sverige fanns tidigare i kyrkan. Den överlämnades på 1600-talet till Djura kapell och syddes då om till antependium.
- En kalkfot i förgylld koppar härrör från 1460-talet. Den upptas i 1576 års inventarium, och var då försedd med en skål i silver. Den överlämnades senare till Djura kapell och gjordes då om till ljusstake.
- Antependium och mässhake av röd sammet, inköpta från Jacob H. Ekman i Stockholm 1746.
- Mässhakskors med band vävda i guldtråd, tillverkad av pärlstickaren Paul Krell 1675.
- En altaruppsats införskaffades 1675 i Stockholm. Den moderniserades 1752–1753, då den gamla målningen av Kristus ersattes av en målning av nattvarden. Den äldre målningen i altaruppsatsen finns dock ännu bevarad. Lika så Karl XI:s namnchiffer i förgyllt trä, som ursprungligen krönte altaruppsatsen före renoveringen.
- Ett porträtt av Karl XI, införskaffat 1712 som ersättning för ett porträtt från 1681 som förstördes i samband med branden 1709.
- Predikstolen, utförd 1622 men moderniserad 1756 av Olof Gerdman.
- Dopfunt, utförd 1757 av Olof Gerdman.
- Nattvardskalk med oblattallrik i silver, tillverkad av guldsmeden Gustaf Biörn (verksam i Falun 1731–1746), senare moderniserad, två vinkannor (från 1744 och 1747) och en oblatask i silver från 1744 tillverkade av Otto Henrik Sjöberg i Falun. En vinkanna i silver tillverkad av Johan Leffler i Falun 1780. Nattvardskalk och oblattallrik, tillverkad av Gustaf Folcker i Stockholm 1825 och skänkt till kyrkan av Karl XIV Johan.

## Epitafier
- Minnestavla över Elof Terserus, död 1617
- Över Uno Troilius, död 1664 och hans hustru Margareta Hansdotter, "Stormor i Dalom". Epitafiet skadades i branden 1709 och delar av den dekoration som ursprungligen prydde epitafiet saknas.
- Över Daniel Helsingius, död 1684
- Över Lars Alstrin, död 1702
- Över Lars Siljeström, död 1730

## Orglar

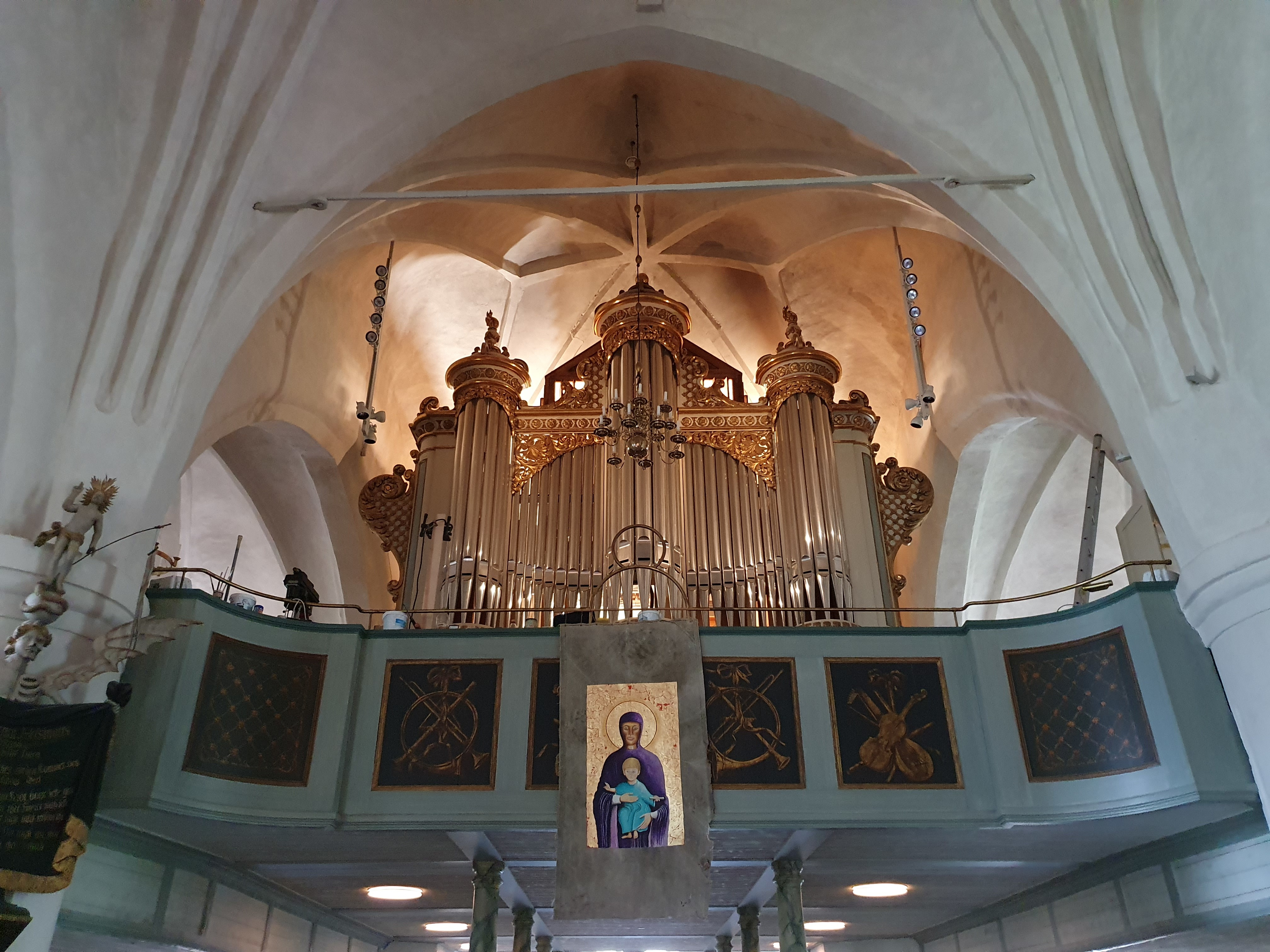
Orgeln av E. A. Setterquist från 1895

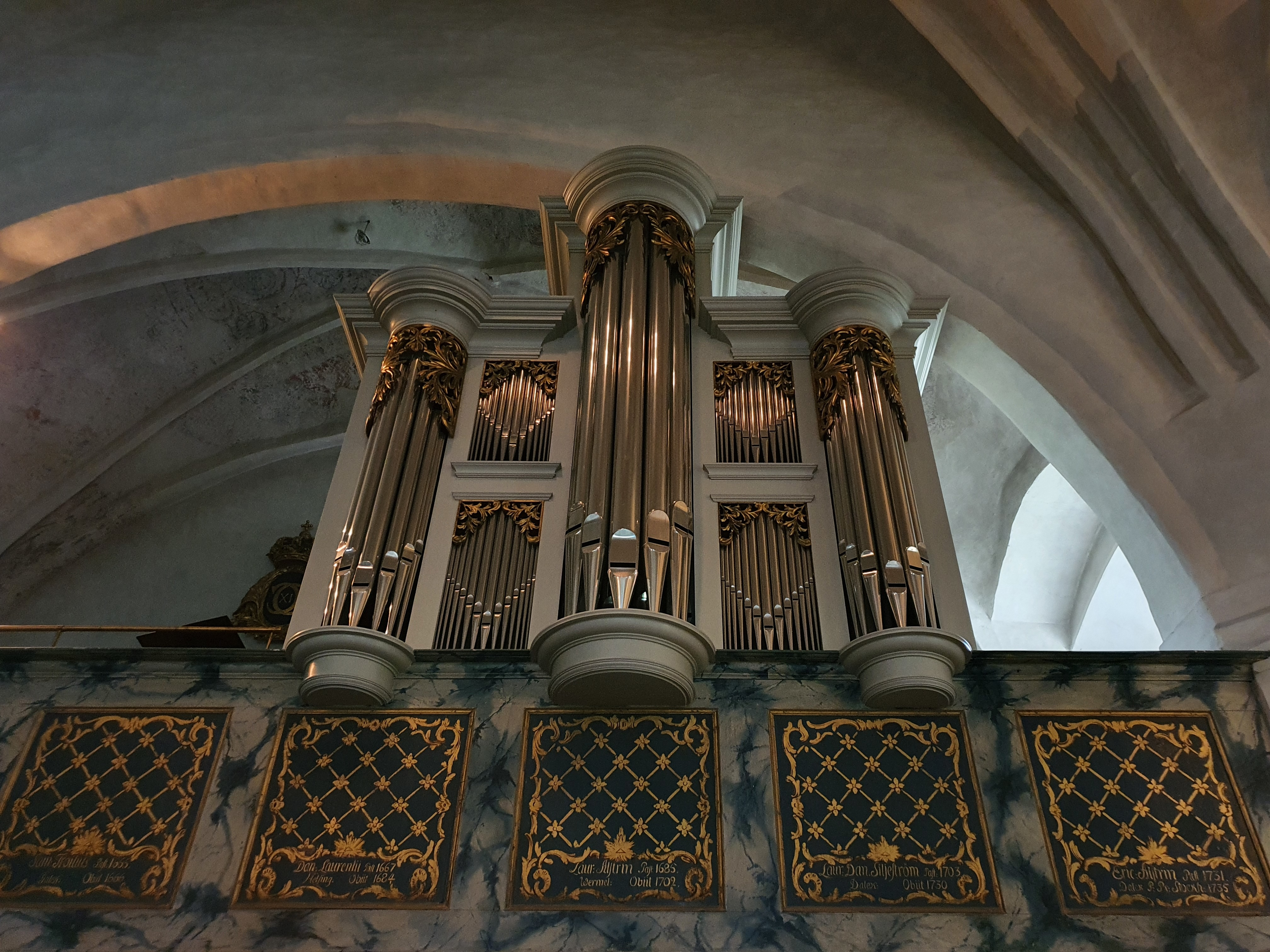
Kororgeln från 1984-1985

- Om kyrkans äldsta orgel vet man inte mycket. Den ersattes 1680.
- 1680 skänkte Anton Trotzig, Falun ett positiv med 5 stämmor, den placerades i koret. Orgeln flyttades 1720 till Djura kyrka.
- 1720 (1722-1724) byggde Johan Niclas Cahman en orgel med 10 stämmor. Den gamla orgeln flyttades till Djura kapell, varifrån den senare har överlåtits på Musikhistoriska museet. När den nuvarande orgeln byggdes 1895 revs den gamla orgelläktaren och den nya orgeln placerades på den stora västläktaren under den.[5]

| Manual         |
| Kvintadena 16' |
| Principal 8'   |
| Spetsflöjt 8'  |
| Kvinta 6'      |
| Oktava 4'      |
| Rörflöjt 4'    |
| Kvinta 3'      |
| Oktava 2'      |
| Mixtur 4       |
| Trumpet 8'     |

Läktarorgeln byggdes 1895 av E. A. Setterquist & Son i Örebro med 22 stämmor fördelade på två manualer och särskild pedal. Den avsynades i november 1895 av musikdirektör Sven August Lagergren i Stockholm som gav den goda vitsord i sitt besiktningsprotokoll. Orgeln blev invigd söndagen 24 november 1895. 
| Manual I              | Manual II           | Pedal               | Koppel                                                                                       | Övrigt |
| --------------------- | ------------------- | ------------------- | -------------------------------------------------------------------------------------------- | --- |
| Principal 8'          | Bassetthorn 8'      | Violon 16'          | 6 koppel varav ett forte-piano för 1:a manual och ett forte-piano för pedal utom kontraktet. | 5 luftlådor el. väderlådor, 2 magasinsbälgar och 2 regulatorer (elastisk, flat påse som genom tillströmning av luft tvingas att utvidga sig och därigenom sätta en ventil i verksamhet. Hennerberg (o. Norlind) 1: 71 (1912).) som försåg verket med tillräcklig och jämn luft. |
| Borduna 16'           | Salicional 8'       | Subbas 16'          |                                                                                              | |
| Gamba 8'              | Rörflöjt 8'         | Violoncell 8'       |                                                                                              | |
| Flüte Harmonique 8'   | Flüte Octaviante 4' | Octava 4'           |                                                                                              | |
| Borduna 8'            | Waldflöjt 2'        | Qvinta 12'          |                                                                                              | |
| Octava 4'             | Corno 8' (tungst.)  | Basun 16' (tungst.) |                                                                                              | |
| Octava 2'             |                     |                     |                                                                                              | |
| Cornett 3 chor        |                     |                     |                                                                                              | |
| Trumpet 16' (tungst.) |                     |                     |                                                                                              | |
| Trumpet 8' (tungst.)  |                     |                     |                                                                                              | |

Den byggdes till 1953-54 av Åkerman & Lund med följande disposition av Oskar Lindberg.
| Manual I       | Manual II      | Manual III        | PEDAL                    |
| -------------- | -------------- | ----------------- | ------------------------ |
| Principal 16'  | Kvintadena 16' | Gedackt 16'       | Principal 16'            |
| Principal 8'   | Suavial 8'     | Principal 8'      | Subbas 16'               |
| Flûte harm. 8' | Gedackt 8'     | Rörflöjt 8'       | Gedackt 16' tr. III      |
| Oktava 4'      | Principal 4'   | Salicional 8'     | Kvinta 12'               |
| Hålflöjt 4'    | Blockflöjt 4'  | Voix cel. 8'      | Oktavbas 8'              |
| Kvintadena 4'  | Rörflöjt 2'    | Prestant 4'       | Borduna 8'               |
| Kvinta 2 2/3'  | Larigot 1 1/3' | Flöjt okt. 4'     | Oktava 4'                |
| Oktava 2'      | Sifflöjt 1'    | Fugara 4'         | Gedacktpommer 4'         |
| Kornett 4 ch.  | Scharf 4-5 ch. | Spetskvint 2 2/3' | Bachflöjt 2'             |
| Mixtur 4-7 ch. | Skalmeja 8'    | Gemshorn 2'       | Mixtur 6 ch.             |
| Trumpet 16'    | Tremulant      | Ters 1 3/5'       | Basun 16'                |
| Trumpet 8'     | III/II         | Mixtur 4-6 ch.    | Fagott 16'               |
| Trumpet 4'     |                | Cymbel 3 ch.      | Trumpet 8'               |
| II/I, III/I    |                | Corno 8'          | Trumpet 4'               |
|                |                | Tremulant         | I/P, II/P, III/P, II4'/P |
| Cymbelstjärna  |                | Jal. Schweller    |                          |

2020-2021 utförde Bergenblad & Jonsson Orgelbyggeri AB samt Åkerman & Lund Orgelbyggeri AB en genomgripande ombyggnad av orgeln.
| Man I. Huvudverk | Man II. Svällverk | Man III. Svällverk | Pedal           | Koppel |
| ---------------- | ----------------- | ------------------ | --------------- | ------ |
| Principal 16     | Gedackt 16        | Borduna 16         | Principal 16    |        |
| Principal I 8    | Hornprincipal 8   | Principal 8        | Violon 16       |        |
| Principal II 8   | Hålflöjt 8        | Rörflöjt 8         | Subbas 16       |        |
| Fl. harm. 8      | Fugara 8          | Salicional 8       | Ekobas 16       |        |
| Borduna 8        | Octava 4          | Voix céleste 8     | Qvinta 12       |        |
| Octava 4         | Rörflöjt 4        | Violin 4           | Principal 8     |        |
| Ekoflöjt 4       | Flöjt 2           | Fl. oct. 4         | Violoncell 8    |        |
| Qvinta 3         | Mixtur 3 chor     | Nasard 2 2/3       | Borduna 8       |        |
| Octava 2         | Corno 8           | Waldflöjt 2        | Octava 4        |        |
| Mixtur 3-5 chor  | Clarinette 8      | Ters 1 3/5         | Contrafagott 32 |        |
| Cornett 3 chor   | Tremulant         | Mixtur 3-4 chor    | Basun 16        |        |
| Trumpet 16       |                   | Trompette harm. 8  | Fagott 16       |        |
| Trumpet 8        |                   | Oboe 8             | Trumpet 8       |        |
|                  |                   | Clarion 4          | Trumpet 4       |        |
|                  |                   | Tremulant          |                 |        |

I koret står sedan 1984–1985 en tvåmanualig orgel om 22 stämmor. Den byggdes av A. Magnusson orgelbyggeri AB i Mölnlycke med huvudverket inspirerat av den gamla Cahmanorgeln.
| Man I. Huvudverk | Man II. Svällverk  | Pedal             |
| ---------------- | ------------------ | ----------------- |
| Principal 8'     | Gedackt 8'         | Subbas 16'        |
| Spetsflöjt 8'    | Salicional 8'      | Octavbas 8'       |
| Octava 4'        | Principal 4'       | Borduna 8'        |
| Rörflöjt 4'      | Traversflöjt 4'    | Octava 4'         |
| Qvinta 3'        | Waldflöjt 2'       | Rauschkvint 3 ch. |
| Octava 2'        | Sesquialtera 2 ch. | Basun 16'         |
| Mixtur 5 ch.     | Mixtur 3-4 ch.     |                   |
| Trumpet 8'       | Krumhorn 8'        |                   |
|                  | Tremulant          |                   |

### Diskografi
Inspelningar av musik framförd på kyrkans orglar.
- Anton Lööw spelar på Dalaorglar : Leksands kyrka, Boda kyrka, Floda kyrka, Djura kyrka. 2MC. Wisa WISC 688. 1989.
- Complete works for organ / Oskar Lindberg. Ralph Gustafsson plays the organ of the Maria Magdalena Church and the Leksand Church. 2CD. Swedish Society SCD 1081. 1996.

## Avbildningar

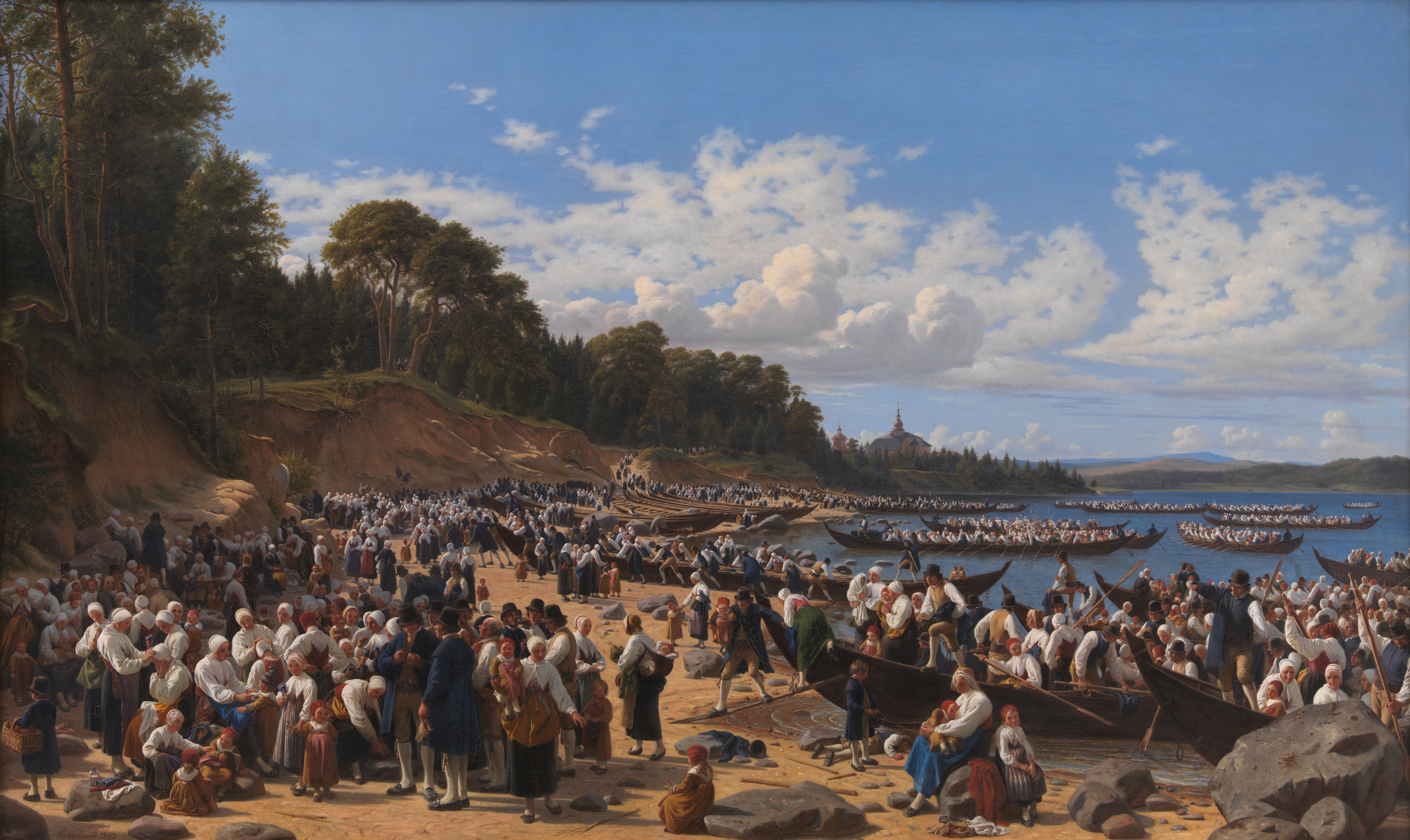
Kyrkfärd till Leksand, kyrkbåtarna anländer över Siljan (1853) av Wilhelm Marstrand.

Den danske guldålderskonstnären Wilhelm Marstrand målade 1853 den monumentala Kyrkfärd till Leksand, kyrkbåtarna anländer över Siljan som visar hur församlingsbor i praktfulla folkdräkter anländer till kyrkan inför gudstjänst. Kyrkan med dess karaktäristiska lökkupol syns i bakgrunden. 
Vid ombyggnaden av Stockholms centralstation 1927 och tillkomsten av den nya Centralhallen utfördes på den östra sidan av vänthallen åtta väggmålningar med olika landskapsmotiv från Sverige. De är skapade av konstnärerna John Ericsson och Natan Johansson. Leksands kyrka är motivet på den fjärde målningen från norr.

## Galleri

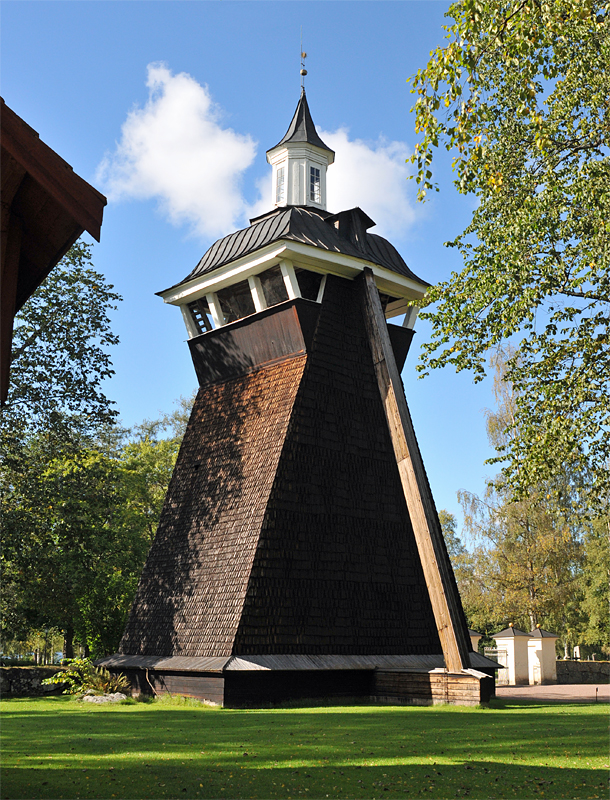
Klockstapeln tillhörande kyrkan.
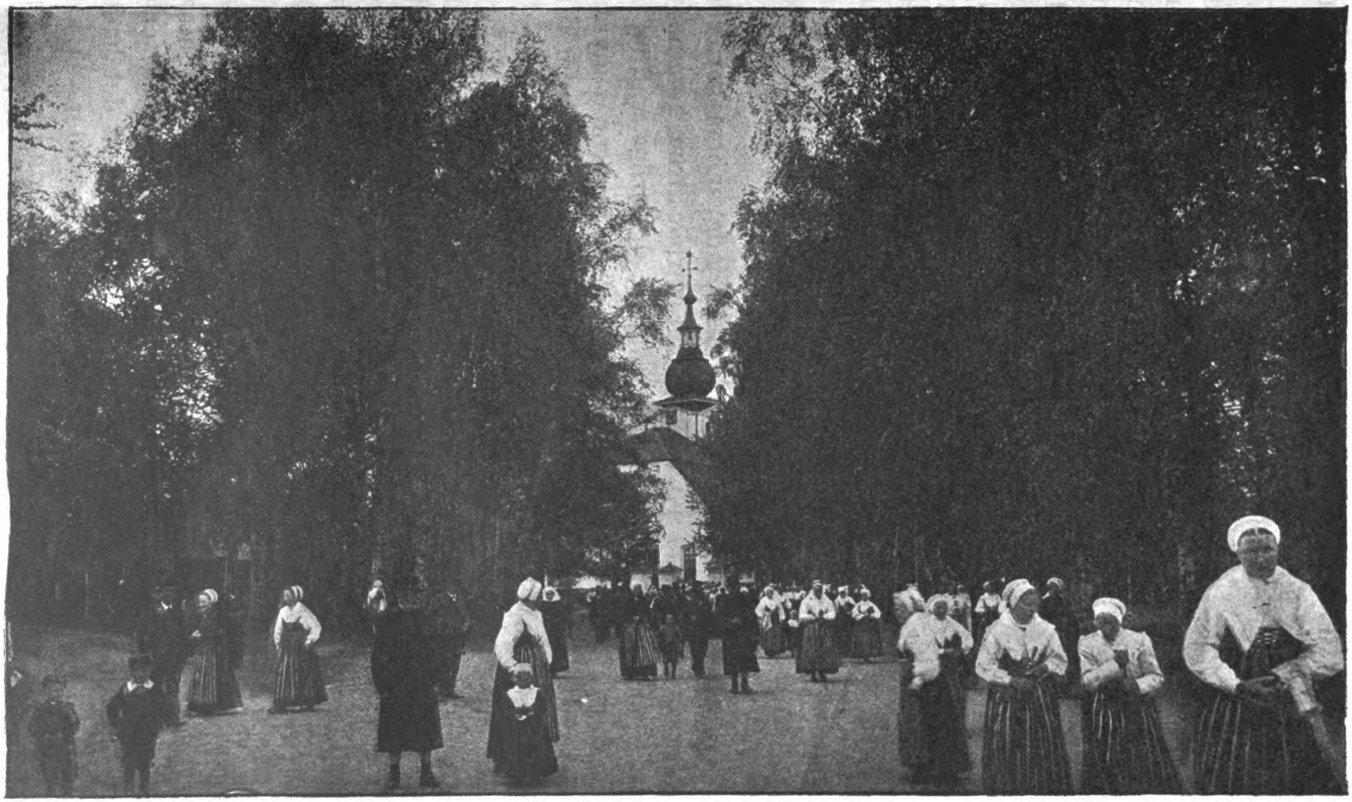
Kvinnor i dräkt framför Leksands kyrka 1908.
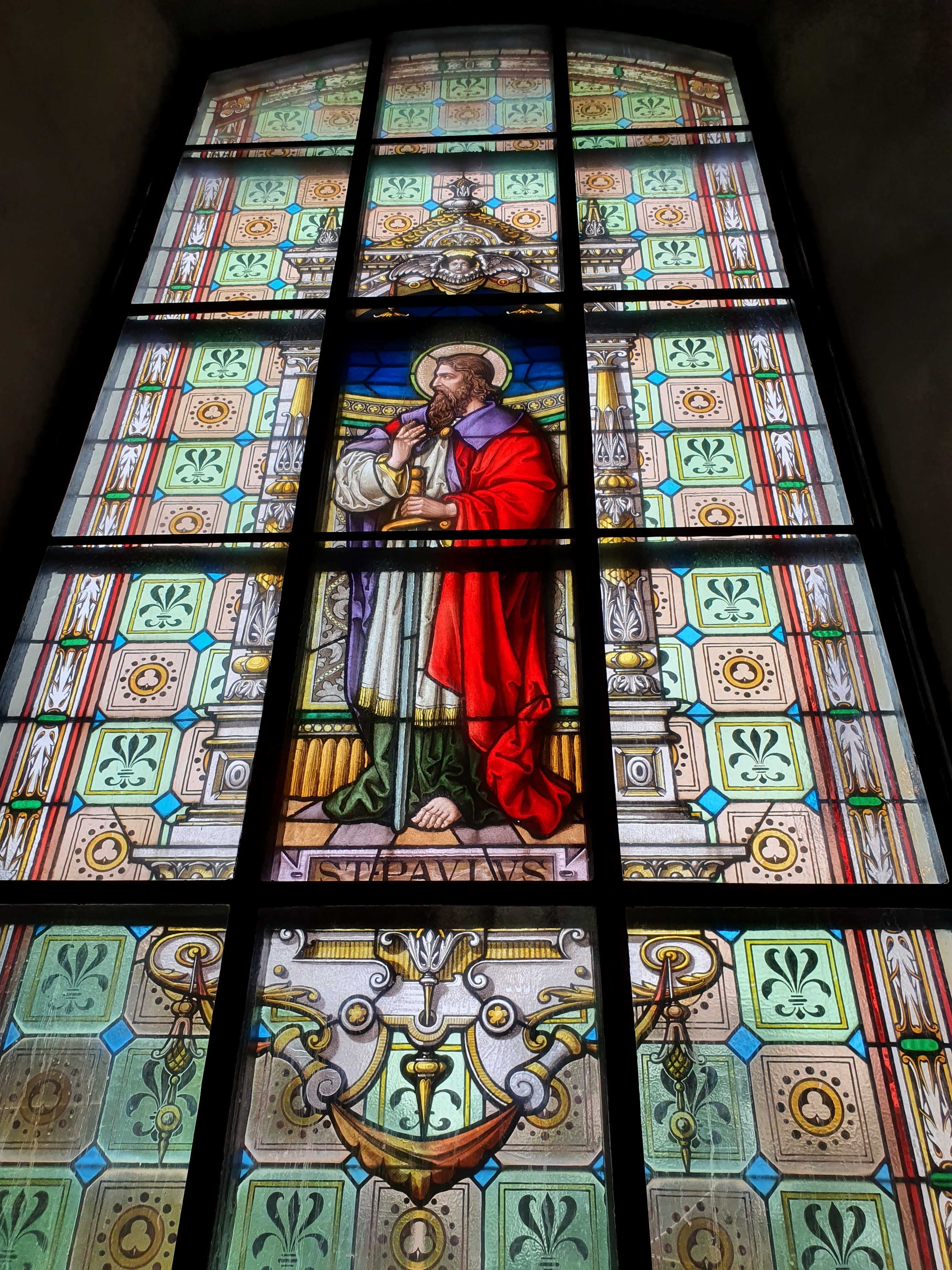
Kyrkfönster i koret föreställande Paulus. Gåva från 1901.
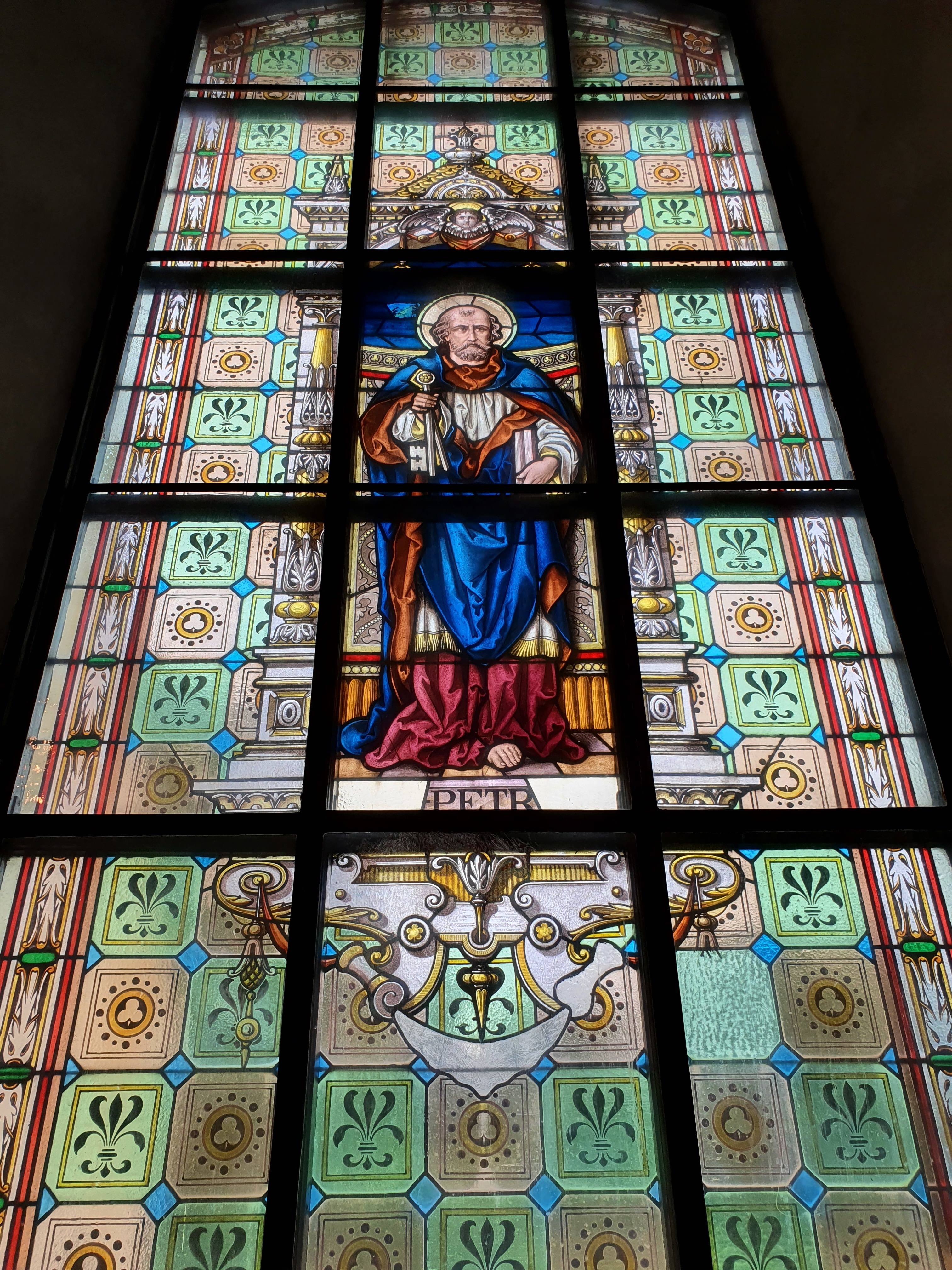
Kyrkfönster föreställande Petrus.
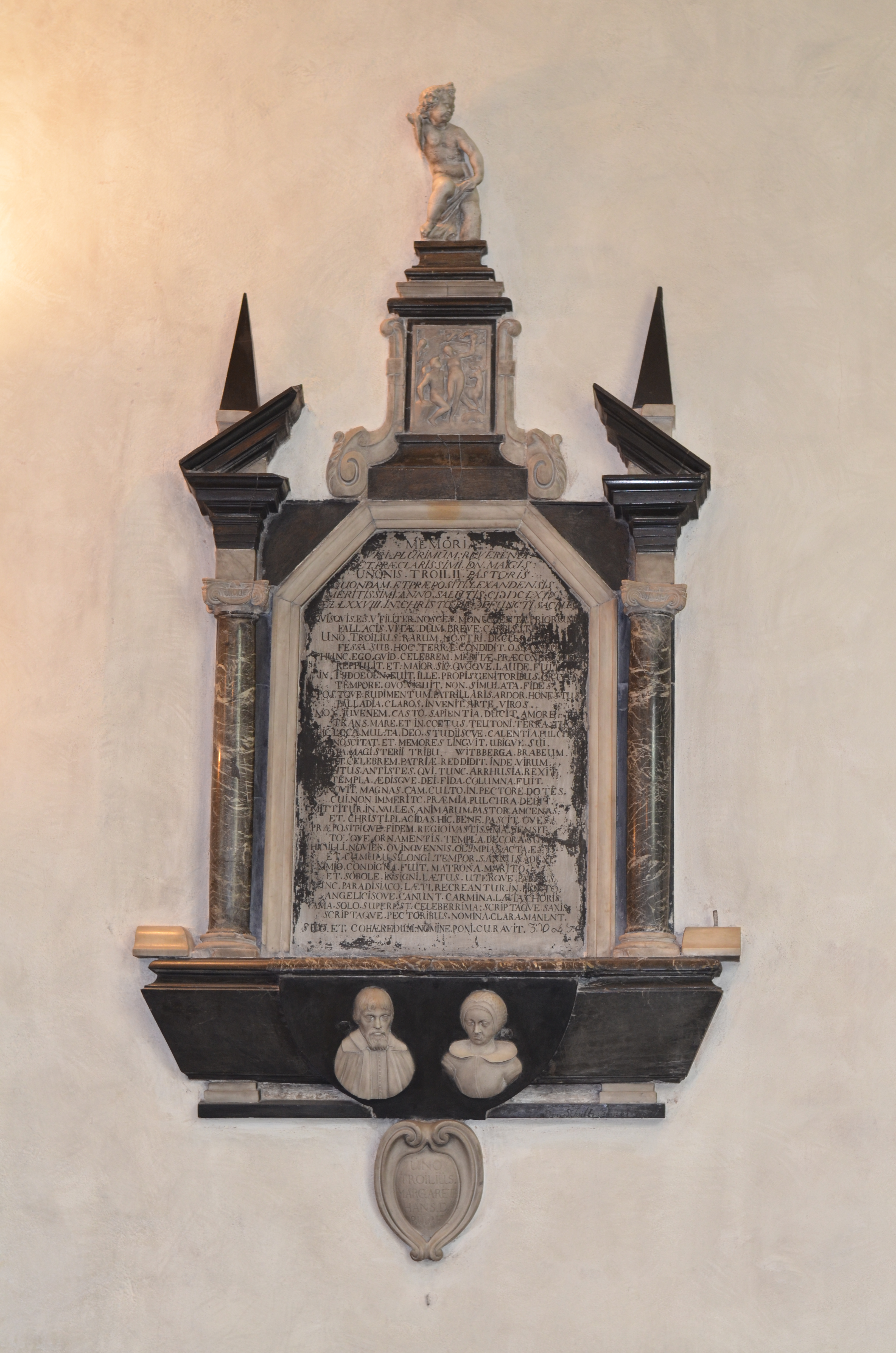
Epitafium över Uno Troili Troilius (1586–1664), kyrkoherde i Leksand cirka 1618–1664, och hans hustru Margareta Hansdotter Säbroensis, 'Stormor i Dalom', (1594–1657)
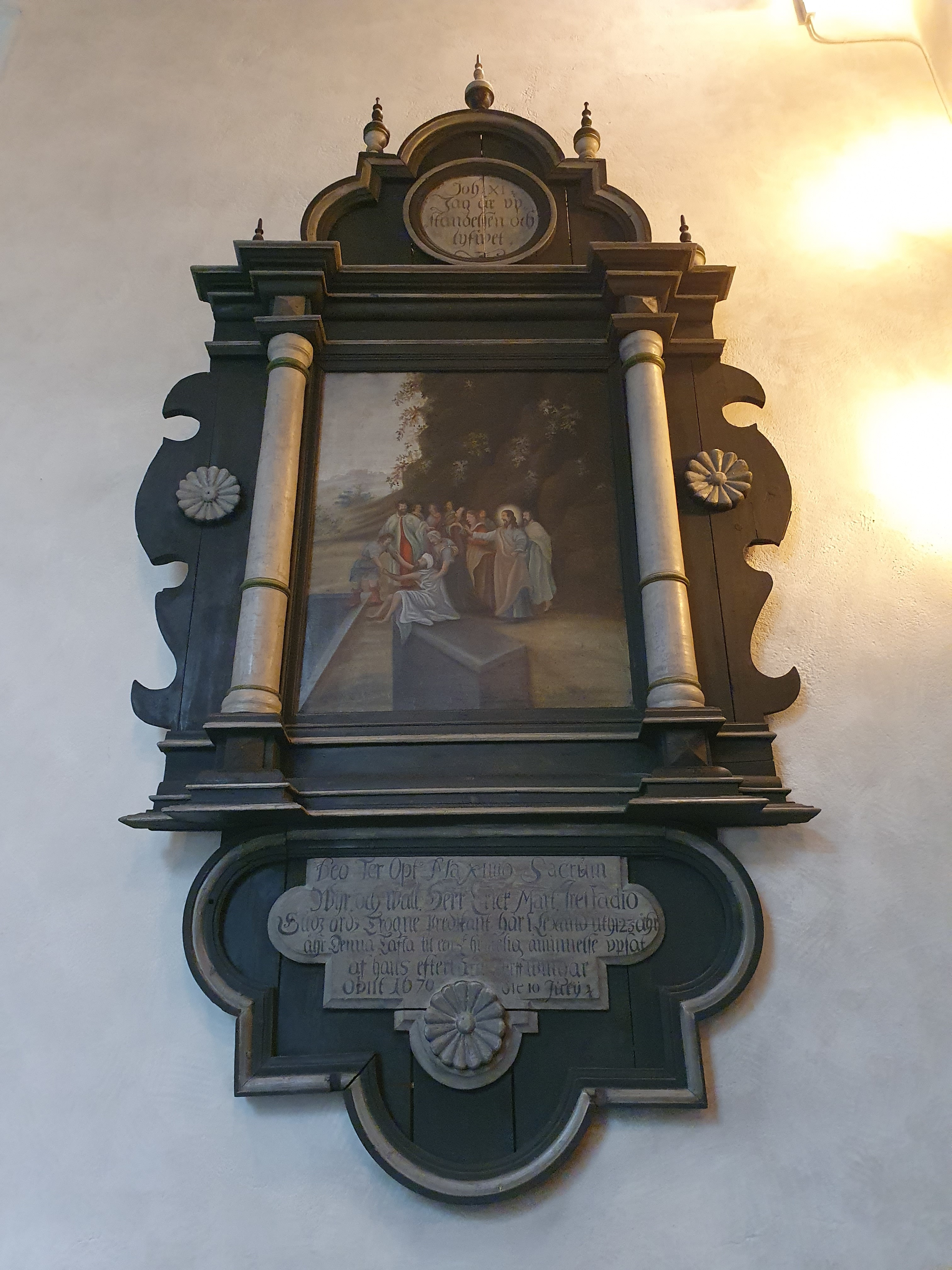
Epitafium över Ericus Martini Ihrstadius död 1670, komminister i Leksand. Oljemålning föreställande Lazarus uppväckande.
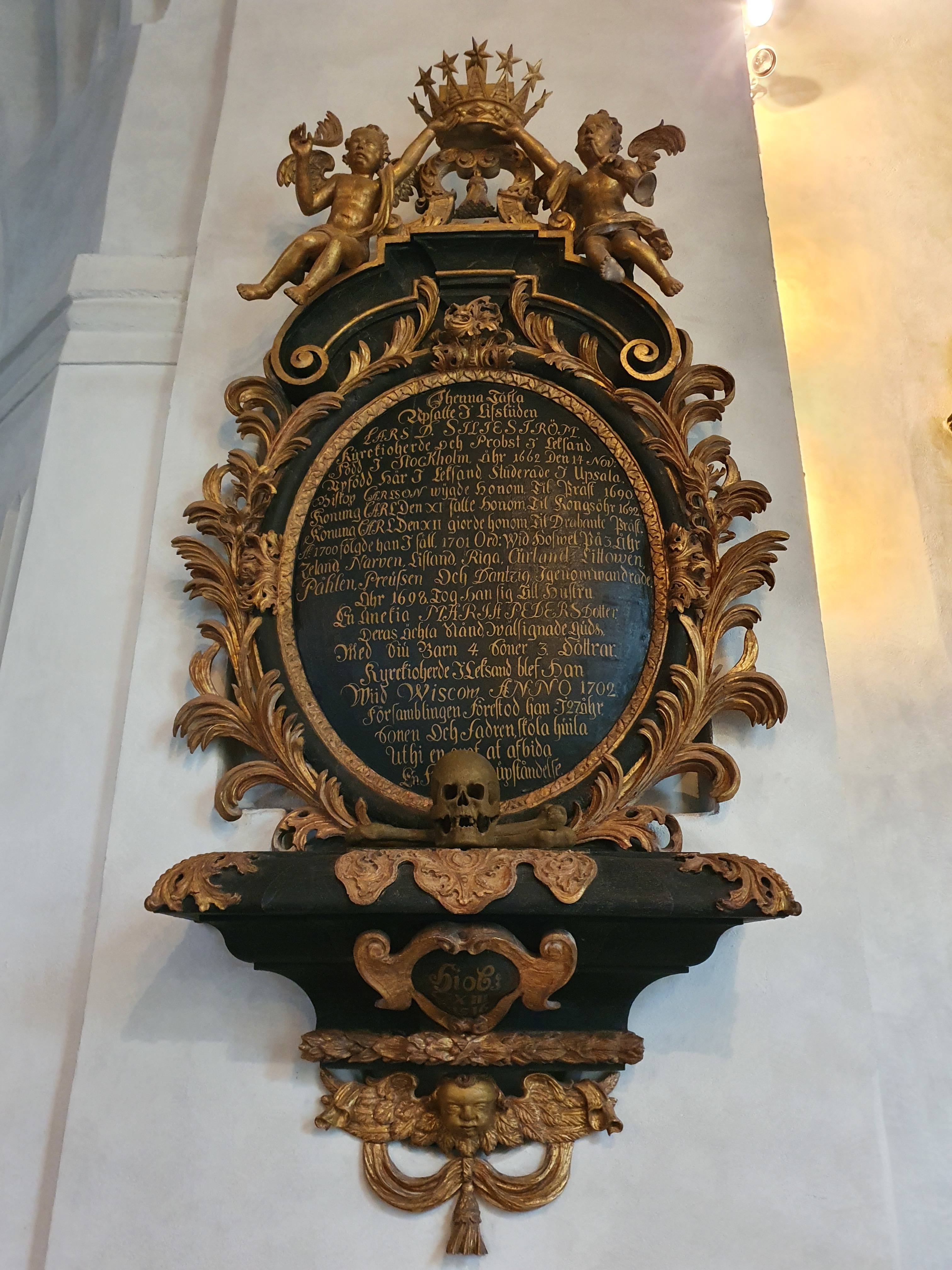
Epitafium över Lars Siljeström död 1730, kyrkoherde i Leksand.
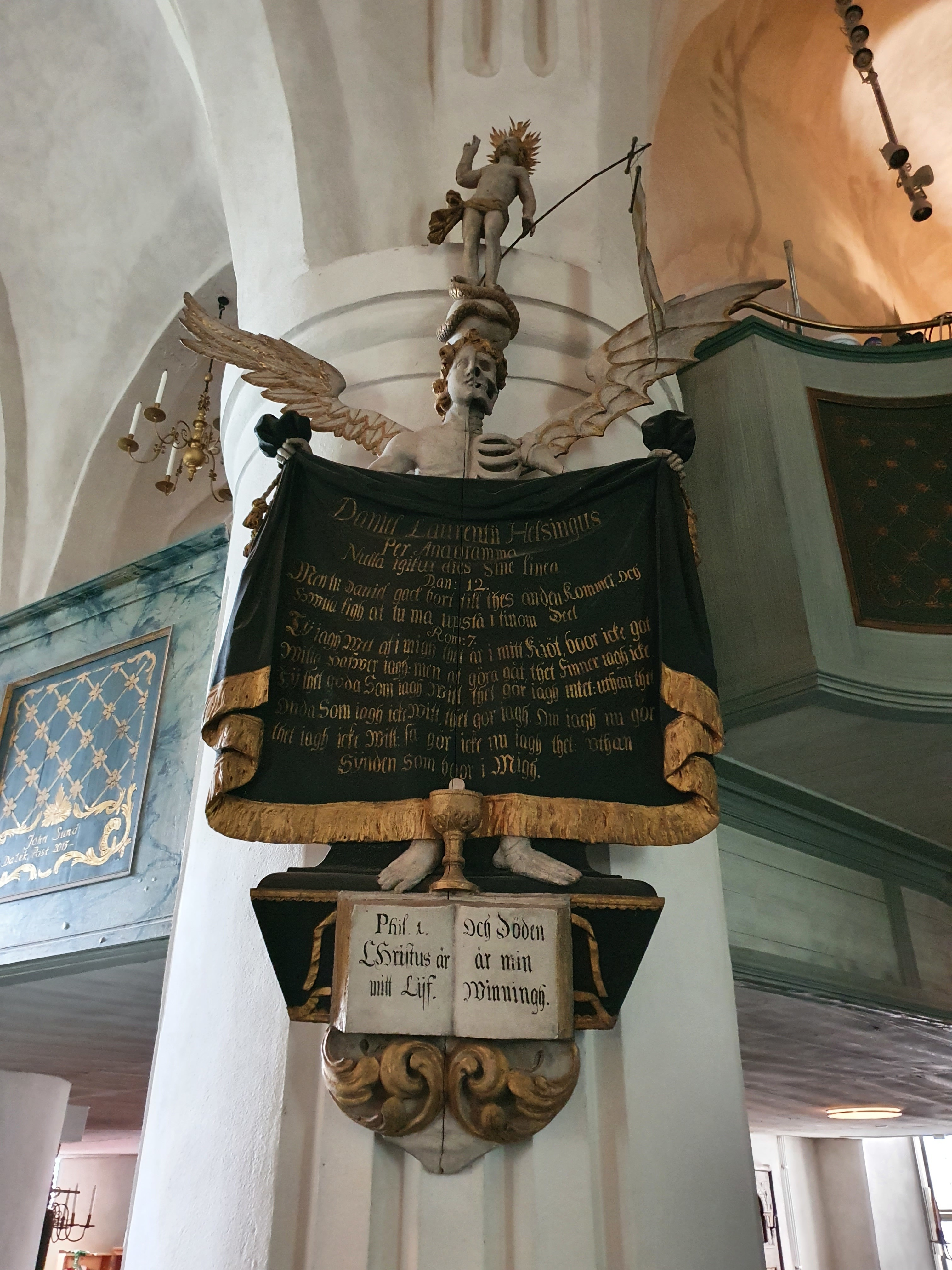
Epitafium över Daniel Helsingius död 1684, kyrkoherde i Leksand.
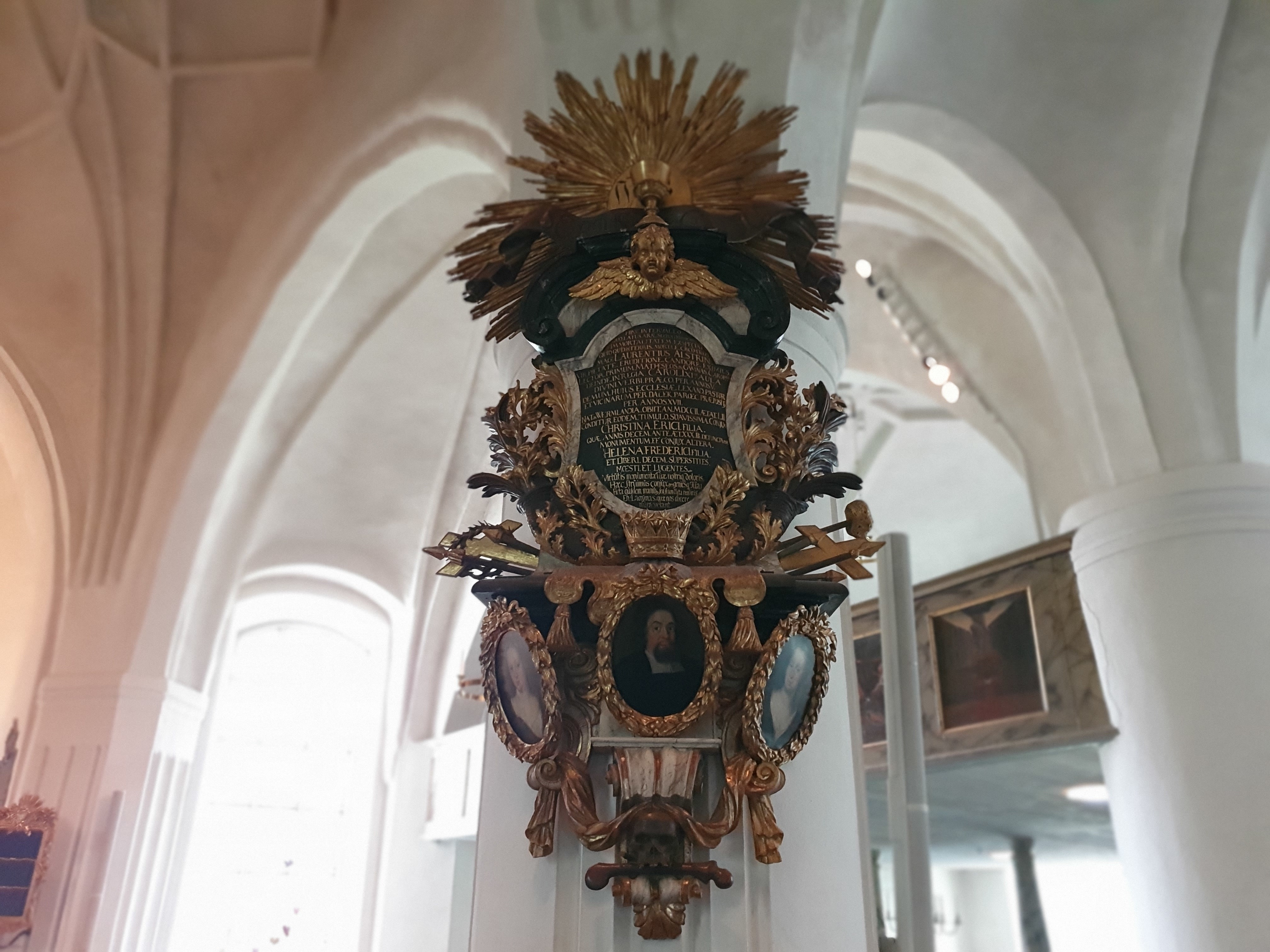
Epitafium över Laurentius Alstrin död 1702, kyrkoherde i Leksand.